# Fort de la Marguerie
Le Fort de la Marguerie est une ancienne installation militaire italienne destinée à la défense du col de Tende, localisée au sud des Alpes, à la frontière italienne.
Sa construction remonte à 1883.

## Situation stratégique
Le fort de la Marguerie s'inscrit dans un système de défense construit autour de plusieurs forts. Le but de ce système défensif était de sécuriser le col de Tende, et d'interdire toute avancée des troupes françaises. Le Col de Tente est la porte d'entrée de la Vallée de la Roya, qui débouche dans la Méditerranée à Vintimille, en Italie.
Les enjeux de cette situation stratégique sont comparables à ceux de la frontière franco-italienne entre Menton et Vintimille.